# Уотли, Пэз
Пэ́заван «Пэз» Уо́тли (англ. Pezavan “Pez” Whatley; 10 января 1951, Чаттануга, Теннесси — 18 января 2005, Чаттануга, Теннесси) — американский рестлер в 1980-х — начала 1990-х годов.

## Биография
Родился 10 января 1951 года в городе Чаттануга, Теннесси. Во время учёбы в Университете Теннеси в Чаттануге стал заниматься футболом и реслингом, он был первым реслером афро-америкацем в своём университете. Также Уотли был членом братства Альфа Пи Альфа.
В 1975 году Уотли также пробовал заняться пауэрлифтингом. Он выступал как рестлер на шоу Sheik’s Big Time Wrestling в Алабаме и Теннесси, пока в 1984 не перешёл в Florida Championship Wrestling. Там он выигрывал титул южного чемпиона NWA в тяжёлом весе дважды. В International Championship Wrestling промоутируемом Анджело Поффо, Уотли входил в группировку Convertible Blondes, хотя и не красил свои волосы в блонд. Также в ICW он враждовал с Роном Гарвином, из за которого имел длинную серию поражений, поскольку Рон нападал на противника Пэза и он проигрывал по дисквалификации.
В 1985 Пэз стал выступать в организациях Джима Крокетта, где объединился с Джимми Вэлиантом для противостояния с группировкой Paul Jones' Army. В 1986, Вэлиант назвал Уотли чёрным атлетом в реслинге, за что Пэз напал на него и состриг ему волосы поскольку посчитал высказывание расистским. Далее Пэз объединился с Paul Jones' Army и стал называть себя «Шаска Уотли». Он продолжил противостояние с Вэлиантом, в одном из матчей с которым проиграл свои волосы и был побрит на лысо.
В конце 1987 Уотли вышел из состава Paul Jones' Army и стал выступать в команде с Тайгером Конвэем-младшим в группировке под названием «The Jive Tones». Они не добились успеха и в 1988 Уотли покинул Флориду. Он стал частью группировки Кевина Салливана и был направлен в Алабаму. Там в Southeast Championship Wrestling он стал выступать под именем Уилли Б. Хёрт и стал одним из главных фейсов компании.
В ранних 90-х Пэз отметился выступлениями в японском UWFi, где он провёл всего 4 боя: против Ёдзи Андзё и Тацуо Накано. Работал в WWF в качестве джоббера. В 1995 году завершил активную карьеру и стал работать тренером в WCW Power Plant, совершая нерегулярные появления на шоу WCW, включая PPV World War 3.

## Смерть
15 января 2005 года у Уотли случился сердечный приступ. Он скончался 18 января ожидая операцию по пересадке сердца.

## Приёмы
- Завершающие приёмы
  - Flying Willie (прыжок с тёрнбакла с ударом головой)

## Титулы и награды
- Championship Wrestling from Florida

- NWA Southern Heavyweight Championship (2 раза)

- International Championship Wrestling

- ICW United States Heavyweight Championship (1 раз)
- ICW United States Tag Team Championship (1 раз) — с Рипом Роджерсом

- NWA Mid-America

- NWA Mid-America Tag Team Championship (1 раз) — с Рэем Кенди

- NWA Western States Sports

- NWA Western States Tag Team Championship (1 раз) — с Эйбом Джейкобсом

- Pro Wrestling Illustrated

- PWI ставит его под № 345 в списке 500 лучших рестлеров всех времён в 2003 году.

- World Wrestling Entertainment

- Зал славы WWE (введён в 2021 году)

- Другие титулы

- NCW Tag Team Championship (1 раз) — с Сэмом МакГро